# Ragnar Swahn
Ragnar Swahn, född 19 januari 1882 i Kalmar, död 14 september 1964 på Lidingö, var en svensk målare och skulptör.
Swahn studerade konst för Anton Genberg 1903 och vid privata konstskolor i Köpenhamn 1904–1906 samt med självstudier under resor till Tyskland, Frankrike och Italien. Under sin studietid i Köpenhamn medverkade han i utställningar 1905–1906 med impressionistiska landskapsmålningar i starka färger samt några historiekompositioner. Tillsammans med Albert Eldh ställde han ut på Hultbergs konsthandel i Stockholm 1909 där han visade ett mer stämningsfullt och dekorativt landskapsmåleri från Rådmansö och Kalmar. Vissa av hans landskapsmålningar från den tiden visar ett frändskap med prins Eugens landskapsuppfattning. Några av hans verk förvärvades av prinsen och skänktes till släktingar i Tyskland. Swahn hade sin ateljé på Gångsätra gård på Lidingö 1912–1914 och utförde där fem dekorativa al secco med Lidingömotiv i matsalen på huvudbyggnaden. Monumentalt utförde han en serie motiv för Kalmars länsresidens 1929–1930 och en serie historiska- och marinmotiv på Värnanäs herrgård i Småland 1923. Även senare utförde han större monumentalmålningar men huvudsakligen målade han månskensbilder, solnedgångar och vintermotiv från Lidingö och Stockholm och dess skärgård samt från Kalmar och Ölandstrakten. Förutom i Stockholm ställde han ut separat på Borgholm 1926 och han medverkade i utställningar arrangerade av Svenska konstnärernas förening, Sveriges allmänna konstförening samt Hantverks och industriutställningen i Jönköping 1928 och Hantverkarnas jubileumsutställning i Kalmar 1947. Swahn är representerad vid Kalmar läns museum, Kalmar konstmuseum och prins Eugens Waldemarsudde.
Han var son till författaren Frans Oscar Birger Swahn och Hedvig Amalia Genberg, från 1912 gift med Carin Fjæstad och bror till Waldemar Paul Oscar Swahn samt dotterson till Paulus Genberg och Amélie Toll. Makarna Swahn är begravda på Lidingö kyrkogård.

### Fotnoter
1. ↑  Kalmar läns museum
2. ↑  ”Kalmar konstmuseum”. Arkiverad från originalet den 10 december 2017. https://web.archive.org/web/20171210071848/http://konstdatabas.designarkivet.se/index.php/Detail/Object/Show/object_id/703. Läst 9 december 2017.